# Strandibalonius spinulatus
Strandibalonius spinulatus is een hooiwagen uit de familie Podoctidae. De originele naamcombinatie (protoniem) is Serratobunus spinulatus Roewer 1915. Een volgende naamrecombinatie werd gepubliceerd als Metibalonius spinulatus (Roewer, 1915) in Goodnight & Goodnight 1957, maar vervolgens gewijzigd als Strandibalonius spinulatus (Roewer, 1915) in Kury et al. 2020.